# Cryptomannus
Cryptomannus is een geslacht van wantsen uit de familie van de Schizopteridae. Het geslacht werd voor het eerst wetenschappelijk beschreven door Hill in 1984.

## Soorten
Het genus bevat de volgende soorten:

- Cryptomannus furvus Hill, 1984
- Cryptomannus illustris Hill, 1984